# Perceptismo
El Perceptismo fue un movimiento pictórico desarrollado en Argentina en 1947 y encabezado por Raúl Lozza, Rembrandt van Dick Lozza, Abraham Haber y Alberto Molenberg, que tenía objetivo privilegiar el plano y la autonomía de la forma.

## Historia
El Perceptismo se origina en 1946, luego de que Raúl Lozza comienza experimentar con formas independientes dispuestas de manera coplanar, pero sostiene que aún falta considerar el contexto espacial donde la obra se desplegaría, esto es, las propiedades visuales y ambientales del muro en que las formas habrían de emplazarse.
Su manifiesto dice:

"La pintura perceptista exalta los elementos de la percepción visual de la plástica, el plano color, y crea una verdadera relación del espectador con la pintura en el orden práctico. De la Abstracción del objeto representado a la Invención de un objeto estético con propiedades reales"
Raúl Lozza